# Royal Observatory (Sydafrika)
Royal Observatory, Cape of Good Hope, är den äldsta kontinuerligt existerande vetenskapliga institutionen i Sydafrika. Den grundades i den brittiska Kapkolonin i oktober 1820, och är i dag huvudbyggnad för det Sydafrikanska astronomiska observatoriet.
Institutionen ligger på en liten kulle 5 kilometer sydost om Kapstadens centrum. Under 1900-talet växte en förort fram i området som fick namnet "Observatory" efter det redan existerande kungliga observatoriet. Institutionen har också genomgått en ICOMOS/IAU fallstudie för att bli ett världsarv.

### Fotnoter
1. ↑  ”History of the South African Astronomical Observatory” (på engelska). 11 mars 1995. https://www.saao.ac.za/about/history/. Läst 23 april 2018.
2. ↑  ”Cape of Good Hope Royal Observatory is founded” (på engelska). South African History Online. http://www.sahistory.org.za/dated-event/cape-good-hope-royal-observatory-founded. Läst 23 april 2018.